# سیارک ۲۰۵۴۰
سیارک ۲۰۵۴۰ (به انگلیسی: 20540 Marhalpern، نامگذاری:1999RV86) بیست هزار و پانصد و چهلمین سیارک کشف شده‌است که در ۷ سپتامبر ۱۹۹۹ کشف شد.
قدر مطلق سیارک برابر ۱۷.۸ است.